# 0G

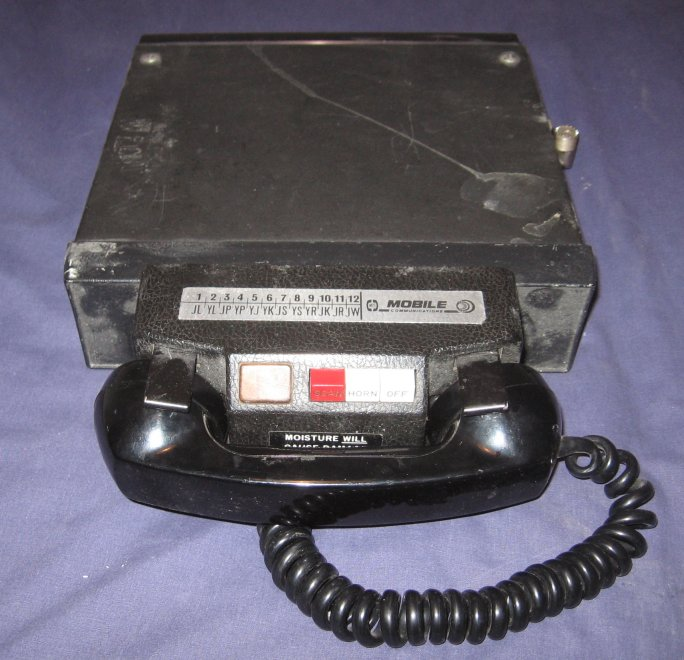
Мобільний радіотелефон.

0G (нульове покоління) — аналогові системи мобільного телефонного зв'язку, які передували першому стільниковому поколінню мобільного зв'язку. Ці ранні мобільні телефонні системи можна відрізнити від попередніх закритих радіотелефонних систем тим, що вони були доступні на комерційній основі, були частиною комутованої телефонної мережі загального користування з власними телефонними номерами, а не частиною закритої мережі, такої як поліцейське радіо або система диспетчеризації таксі.